# Варен (Верхняя Гаронна)
Варе́н (фр. Varennes, окс. Las Varenas) — коммуна во Франции, находится в регионе Юг — Пиренеи. Департамент — Верхняя Гаронна. Входит в состав кантона Монжискар. Округ коммуны — Тулуза.
Код INSEE коммуны — 31568.

## География
Коммуна расположена приблизительно в 600 км к югу от Парижа, в 25 км к юго-востоку от Тулузы.
По территории коммуны протекает небольшая река Висан (фр. Visenc).

## Климат
Климат умеренно-океанический. Зима мягкая и снежная, весна характеризуется сильными дождями и грозами, лето сухое и жаркое, осень солнечная. Преобладают сильные юго-восточные и северо-западные ветры.

## Население
Население коммуны на 2010 год составляло 256 человек.
| 1962 | 1968 | 1975 | 1982 | 1990 | 1999 | 2010 |
| ---- | ---- | ---- | ---- | ---- | ---- | ---- |
| 109  | 93   | 117  | 125  | 156  | 198  | 256  |

## Администрация
| Период | Период | Фамилия   | Партия       | Примечания |
| ------ | ------ | --------- | ------------ | ---------- |
| 2001   | 2008   | Луи Ларьо | беспартийный |            |
| 2008   | 2020   | Ив Мюнье  | беспартийный |            |

## Экономика
В 2010 году среди 174 человек трудоспособного возраста (15—64 лет) 135 были экономически активными, 39 — неактивными (показатель активности — 77,6 %, в 1999 году было 76,8 %). Из 135 активных жителей работали 129 человек (63 мужчины и 66 женщин), безработных было 6 (2 мужчин и 4 женщины). Среди 39 неактивных 11 человек были учениками или студентами, 16 — пенсионерами, 12 были неактивными по другим причинам.

## Достопримечательности
- Замок Варен (XVI век), архитектор — Доминик Башелье[фр.]
- Церковь Св. Иоанна Крестителя (XVIII век)